# İstanbul Futbol Ligi 1914/15
Die İstanbul Futbol Ligi 1914/15 war die neunte und letzte ausgetragene Saison der İstanbul Futbol Ligi. Meister wurde zum vierten Mal Galatasaray Istanbul. Auf Grund der hohen Anzahl der Vereine in dieser Spielzeit wurde die Liga in zwei Meisterschaften unterteilt. Als zweite Meisterschaftsrunde kam einmalig die İstanbul Şampiyonluğu Ligi dazu, diese gewann Fenerbahçe Istanbul.
In der Futbol Ligi zogen sich Altınordu İdman Yurdu und Süleymaniye zurück. Galatasaray sowie Anadolu beendeten die Spielzeit punktgleich und mussten in einem Entscheidungsspiel um die Meisterschaft gegeneinander antreten. Dieses gewannen die Gelb-Roten.

## Statistiken

### Abschlusstabelle (Futbol Ligi)
Punktesystem
Sieg: 3 Punkte, Unentschieden: 2 Punkte, Niederlage: 1 Punkt
| Pl. | Verein                     | Sp. | S | U | N | Tore    | Diff. | Punkte |
| --- | -------------------------- | --- | - | - | - | ------- | ----- | ------ |
| 1.  | Galatasaray Istanbul       | 4   | 3 | 0 | 1 | 026:500 | +21   | 10     |
| 2.  | Anadolu                    | 4   | 3 | 0 | 1 | 010:150 | −5    | 10     |
| 3.  | Anadolu Hisarı İdman Yurdu | 4   | 0 | 0 | 4 | 000:160 | −16   | 04     |
| 4.  | Altınordu İdman Yurdu      | 0   | 0 | 0 | 0 | 000:000 | ±0    | 0      |
| 5.  | Süleymaniye                | 0   | 0 | 0 | 0 | 000:000 | ±0    | 0      |

### Abschlusstabelle (Şampiyonluğu Ligi)
Punktesystem
Sieg: 3 Punkte, Unentschieden: 2 Punkte, Niederlage: 1 Punkt
| Pl. | Verein              | Sp. | S | U | N | Tore    | Diff. | Punkte |
| --- | ------------------- | --- | - | - | - | ------- | ----- | ------ |
| 1.  | Fenerbahçe Istanbul | 8   | 8 | 0 | 0 | 032:500 | +27   | 24     |
| 2.  | Türk İdman Ocağı    | 8   | 5 | 1 | 2 | 014:900 | +5    | 16     |
| 3.  | Darüşşafaka         | 8   | 3 | 2 | 3 | 011:130 | −2    | 11     |
| 4.  | Hilal SK            | 8   | 1 | 2 | 5 | 009:200 | −11   | 05     |
| 5.  | Darülmuallimin      | 8   | 0 | 1 | 7 | 006:250 | −19   | 01     |

## Kreuztabelle (Futbol Ligi)
Die Kreuztabelle stellt die Ergebnisse aller Spiele dieser Saison dar. Die Heimmannschaft ist in der linken Spalte, die Gastmannschaft in der oberen Zeile aufgelistet.
| 1914/15                   | Galatasaray Istanbul | ANA | AIY | ALY | SUM |
| ------------------------- | -------------------- | --- | --- | --- | --- |
| Galatasaray Istanbul      |                      | 1:4 | 5:0 | :   | :   |
| Anadolu                   | 1:14                 |     | 3:0 | :   | :   |
| Anadoluhisarı İdman Yurdu | 0:6                  | 0:2 |     | :   | :   |
| Altınordu İdman Yurdu     | :                    | :   | :   |     | :   |
| Süleymaniye               | :                    | :   | :   | :   |     |